# James Grant Wilson
James Grant Wilson, né le 28 avril 1832 à Édimbourg et mort le 1er février 1914 à New York, est un biographe, éditeur et écrivain Américain, qui en 1857 fonde le Chicago Record, première revue littéraire de l'Illinois. Pendant la Guerre de Sécession, il est tout d'abord major du 15th Illinois Cavalry puis Brevet brigadier general en 1865. Il s'installe ensuite à New York et écrit des ouvrages biographiques et historiques. Il devient éditeur de l’Appletons' Cyclopædia of American Biography et président de la Society of American Authors ainsi que de la New York Genealogical and Biographical Society,.